# Remetské Hámre
Remetské Hámre (Hongaars: Remetevasgyár) is een Slowaakse gemeente in de regio Košice, en maakt deel uit van het district Sobrance.
Remetské Hámre telt 632 inwoners.